# Agrestina
Agrestina es un municipio brasileño del estado de Pernambuco. Tiene un área de 201,437 km² y una población estimada al 2020 de 25.065 habitantes.

## Historia
Agrestina fue fundada en 1884 como Bebedouro, fue distrito de Altinho desde 1911. Obtuvo su estatus de municipio en 1928 bajo el nombre de Bebedouro, fue renombrada como Agrestina en 1943.